# Oberlauf des Omerbaches
Das Naturschutzgebiet Oberlauf des Omerbaches liegt auf dem Gebiet der Stadt Stolberg in der Städteregion Aachen in Nordrhein-Westfalen.
Das Gebiet erstreckt sich südöstlich der Kernstadt Stolberg und südlich des Stolberger Stadtteils Gressenich entlang des Omerbaches und seiner Nebenbäche. Westlich des Gebietes verläuft die Landesstraße L 1, östlich erstreckt sich die 162 ha große Wehebachtalsperre.

## Bedeutung
Das etwa 55,2 ha große Gebiet wurde im Jahr 2005 unter der Schlüsselnummer ACK-037 unter Naturschutz gestellt. 